# Pas de Bellecombe-Jacob

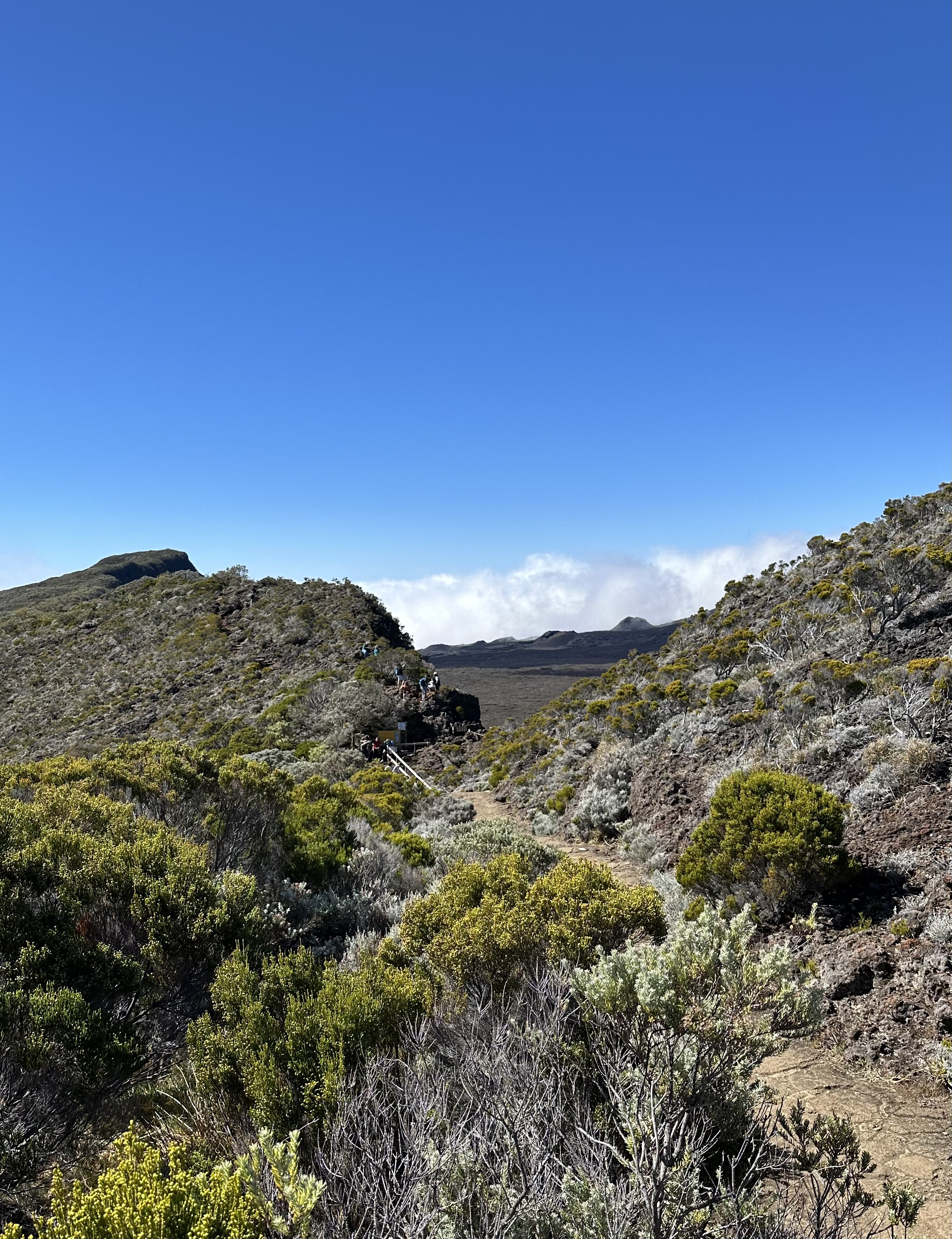
Blick von Norden auf den Pass

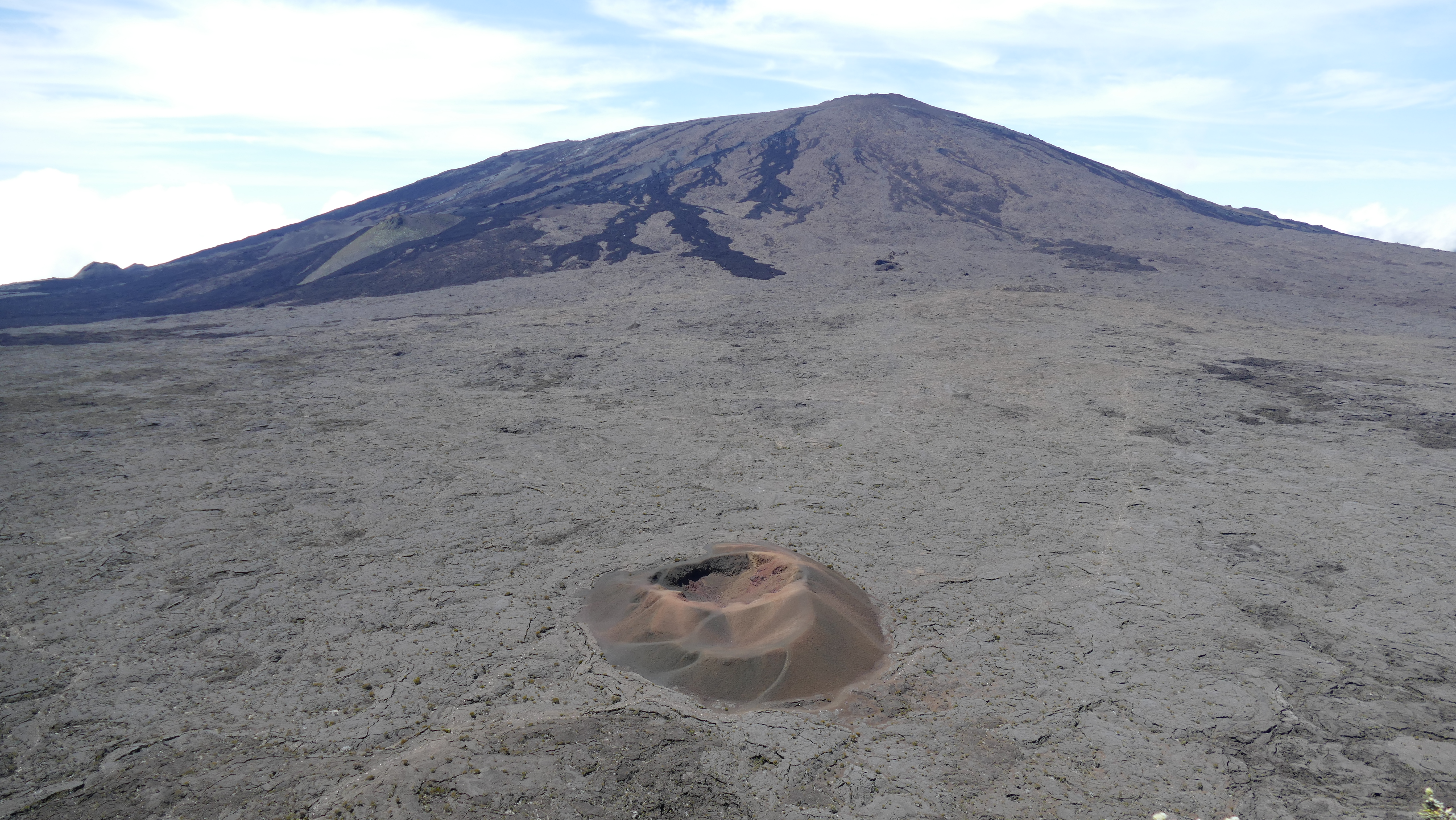
Blick vom Pass auf den Piton de la Fournaise, 2015

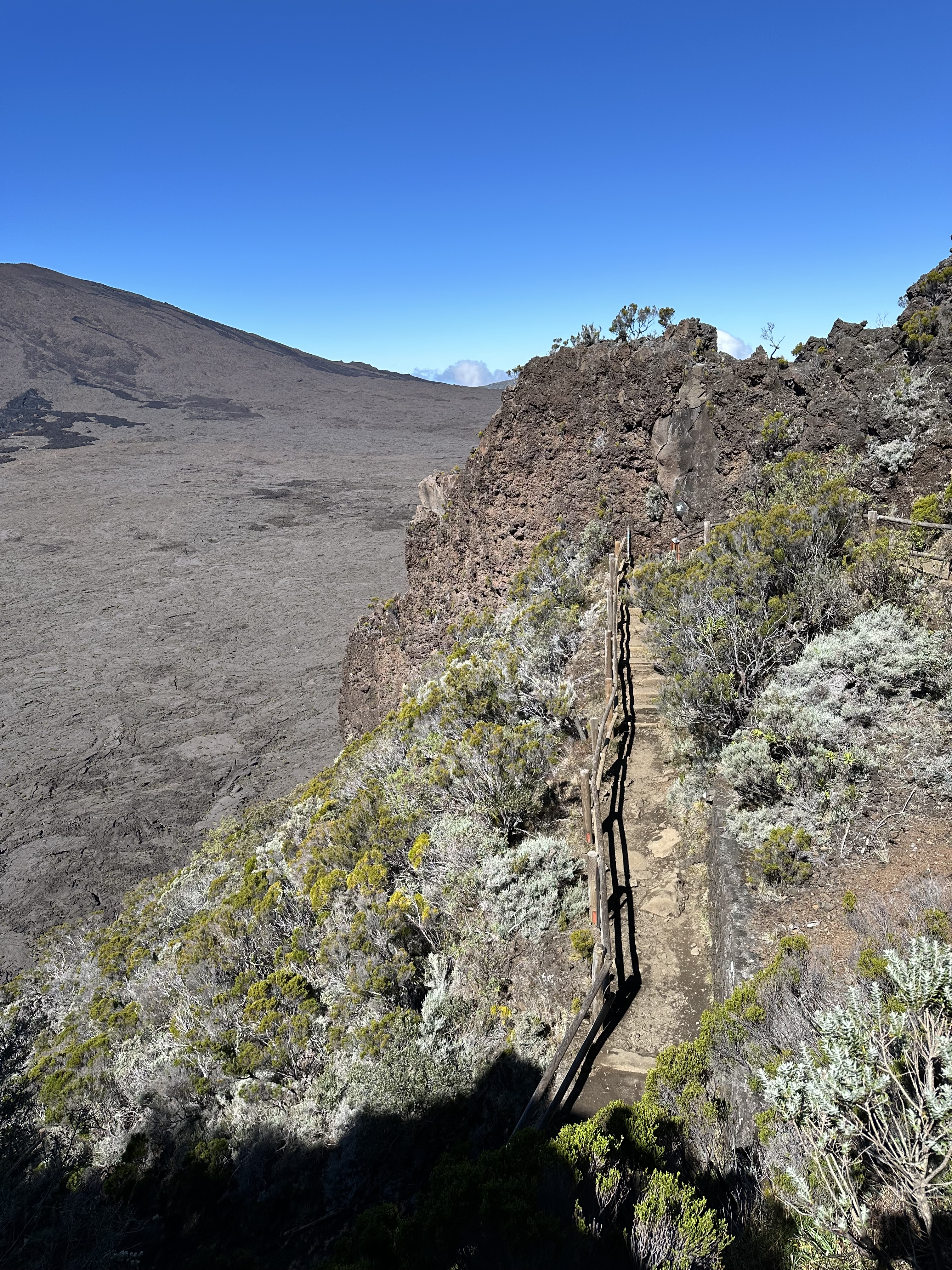
Blick vom Pas de Bellecombe-Jacob auf den oberen Abschnitt der hinabführenden Treppenanlage, 2024

Der Pas de Bellecombe-Jacob ist ein Gebirgspass und Aussichtspunkt im Bereich des Vulkans Piton de la Fournaise im südlichen Teil der im Indischen Ozean gelegenen Insel Réunion.

## Lage
Der Pass befindet sich auf einer Höhe von 2319 Metern auf der Kraterwand Rempart de Bellecombe im nordwestlichen Teil des aktiven Vulkans Piton de la Fournaise, nordwestlich des Kraters Dolomieu. Er liegt im Gebiet der Gemeinde Sainte-Rose. Vom Pass aus ist über eine angelegte Treppenanlage der steile Abstieg über etwa 100 Höhenmeter auf den Boden der Caldera Enclos Fouqué möglich. Es besteht ein weiter Blick über die Caldera und den Krater Dolomieu.
Zum Pass führt ein Wanderweg vom nahe gelegenen Parkplatz an der Hütte Relais de Bellecombe, der auch auf der Rempart de Bellecombe weiter nach Osten über den Piton de Partage zur nordöstlichen Spitze des Rempart de Bellecombe, dem Nez Coupé de Sainte-Rose verläuft. Ein weiterer Wanderweg kommt aus nördlicher Richtung von der Hütte Gîte du Volcan zum Pass. Durch den Pass nach Süden verlaufen die Wanderwege durch die Caldera zu dort befindlichen Kratern.
Am Pass selbst besteht ein Metalltor, mit dem der Pass im Falle von Vulkanaktivität verschlossen werden kann.
Südöstlich am Fuße des Pas de Bellecombe-Jacob befindet sich der alte Vulkankegel Formica Leo.

## Geschichte
1768 brach während eines Ausbruchs eine Expedition zum Vulkan auf. Sie umfasste etwa 20 Personen und startete in Saint-Benoît. Zu den Teilnehmern gehörte der Gouverneur von Réunion, Léonard de Bellecombe sowie der Kommandant der Insel Honoré de Crémont. Außerdem waren Naturforscher, Führer sowie Sklaven als Träger dabei. Bei Erreichen des heute als Rempart de Bellecombe bezeichneten Kraterrands wurde zunächst erfolglos nach einer Möglichkeit des Abstiegs gesucht. Der Gouverneur brach die Suche, geplagt von Magenkoliken, ab. Crémont setzte die Suche jedoch fort und lobte unter den an der Expedition beteiligten schwarzen Sklaven sechs Stück blaues Tuch für denjenigen aus, der einen Abstieg finden würde. Tatsächlich gelang einem Sklaven namens Jacob nach längerer Suche die Entdeckung der Passage. Crémont und Jacob stiegen an dieser Stelle hinab in die Caldera.
Der Pass wurde nach dem Gouverneur als Pas de Bellecombe benannt, obwohl er selbst den Weg nie passierte. Im Jahr 2019 entschloss sich der Gemeinderat von Sainte-Rose auch den tatsächlichen Entdecker zu ehren und gab dem Pass unter Hinzusetzung des Namens Jacob seine seitdem bestehende Bezeichnung. Am 28. August 2019 enthüllte der Bürgermeister von Sainte-Rose, Michel Vergoz, am Parkplatz eine Tafel mit dem veränderten Namen des Passes.